# 천왕봉
천왕봉(天王峰)은 경상남도 산청군과 함양군의 경계에 있는 산으로 지리산의 주봉이자 정상이며 백두대간의 산이다. 대한민국에서 한라산(1,950m) 다음으로 높다.
천왕봉에서의 일출은 하늘이 열리는 듯 장관이라 하여 지리십경 중의 하나로 꼽히는데, 구름에 가리는 날이 많아 삼대가 덕을 쌓아야만 볼 수 있다는 말이 있을 정도이다.

## 같이 보기
- 지리산
- 지리산국립공원
- 한국의 산
- 백두대간